# Marinosphaera mangrovei
Marinosphaera mangrovei är en svampart som beskrevs av K.D. Hyde 1989. Marinosphaera mangrovei ingår i släktet Marinosphaera, klassen Sordariomycetes, divisionen sporsäcksvampar och riket svampar.   Inga underarter finns listade i Catalogue of Life.